# Tieré
Tieré é uma vila da comuna rural de Diuradugu Cafo, na circunscrição de Cutiala, na região de Sicasso ao sul do Mali.

## História
Em 1857, Metura (em francês: Métoura) de Tieré pediu a ajuda do fama Daulá Traoré (r. 1845–1860) do Reino de Quenedugu para castigar a aldeia de Tosso, que havia se revoltado contra sua autoridade. Daulá e seus homens rapidamente esmagaram a vila. Em 1862, foi destruída por Molocunanfá (r. 1862–1866). Em 1891, Tieré revoltou-se contra Tiebá (r. 1866–1893) por influência de Baqui de Sao. Uma força de 3 000 infantes e 3 000 cavaleiros saiu de Sicasso com o tenente Machand. Baqui foi ao resgate de Tieré com soldados de Guan, Songuela, Songumba e Sadiala. Tiebá saiu-se vitorioso e seus infantes entraram em Tieré e saquearam a vila.
Em 1895-1896, Bala de Tieré incitou Sagaba a rebelar-se contra a autoridade Traoré; a intenção era recuperar gradualmente o prestígio de Baqui, que foi arruinado com a captura de Tieré em 1891, e estender sua autoridade além da capital. Babemba (r. 1893–1898) reuniu grande força cujo comando designou a Fô, Queletigui, Sambatiemoro e Tiesingam de Zangasso e enviou contra Tieré; a vila de Tiesso se uniu ao exército. Após a fuga de Bala, os habitantes resistiram um dia antes de tentarem uma fuga em massa, com quase todos sendo presos. Cerca de 500 adultos e adultos foram entregues ao executor Zié. Quanto aos jovens, foram levados cativos.